# 克勒格布爾
克勒格布爾是印度的城市，由西孟加拉邦負責管轄，位於該國東北部，面積30平方公里，海拔高度29米，受熱帶乾濕季氣候影響，每年平均降雨量約1,400毫米，2011年人口293,719。印度理工學院第一所分校克勒格布爾印度理工學院位於此市。

## 外部連結
- Indian Institute of Technology, Kharagpur（页面存档备份，存于）
- Kharagpur Silver Jubilee High School
- IIT（页面存档备份，存于）
- KGP Railway
- Kharagpur’s diaspora reunited（页面存档备份，存于）
- Noticeboard of Medinipur（页面存档备份，存于）
- JantaReview Kharagpur Page（页面存档备份，存于）